# 山賊焼
山賊焼（さんぞくやき、「山賊焼き」とも表記）は、日本の鶏肉、特に鶏もも肉を用いたご当地グルメ。大きく分けて以下の2種類の料理がある。なお商標を取得している日本食研は、山口の山賊焼きをレシピとして紹介している。
1. 長野県中信地方（塩尻市・松本市等）を中心に食べられる揚げ物。
2. 山口県岩国市を始めとする各地で食べられる焼き物。

本項では両方について記す。

## 揚げ物の「山賊焼」

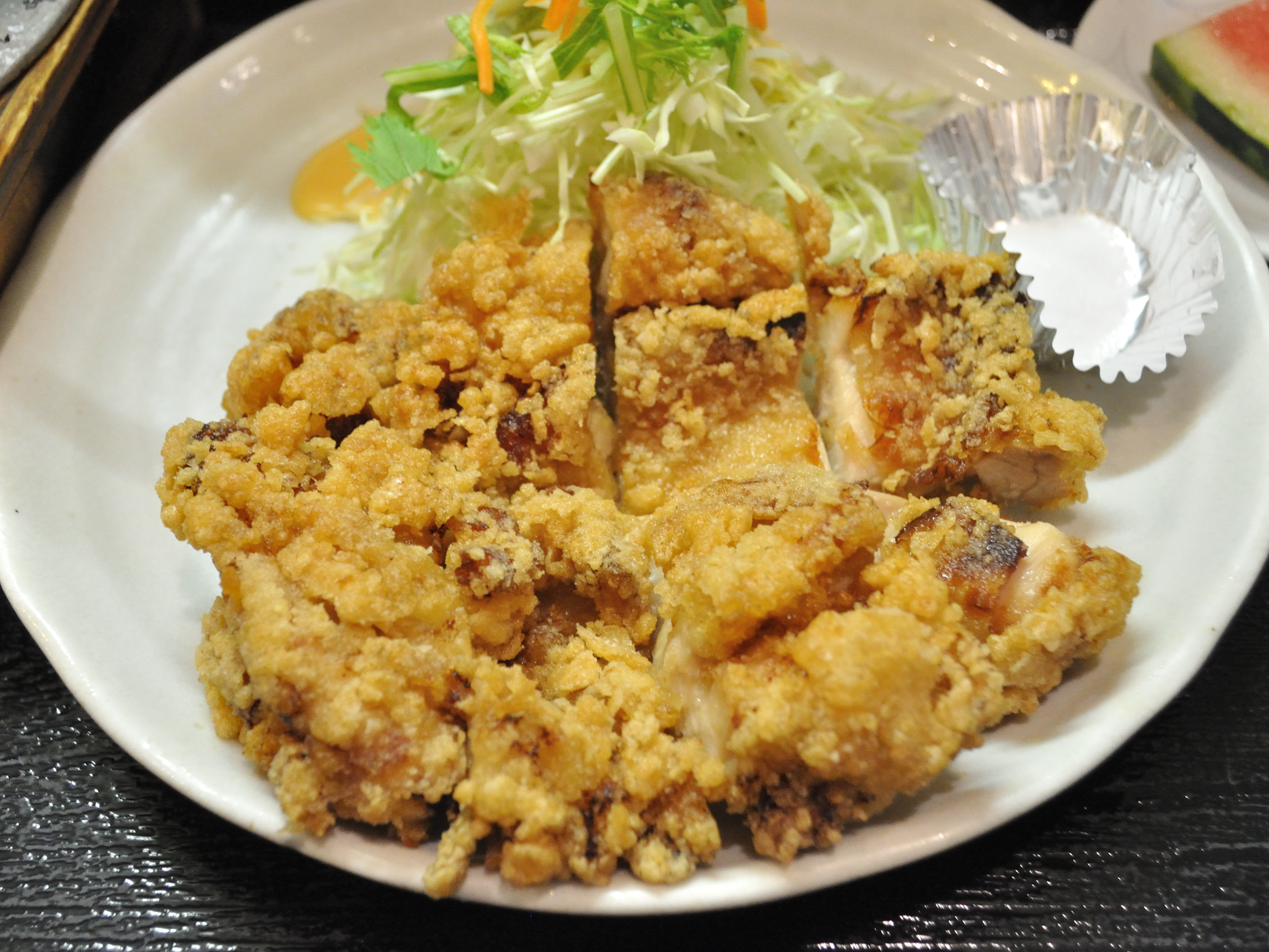
長野県安曇野市における山賊焼の参考画像

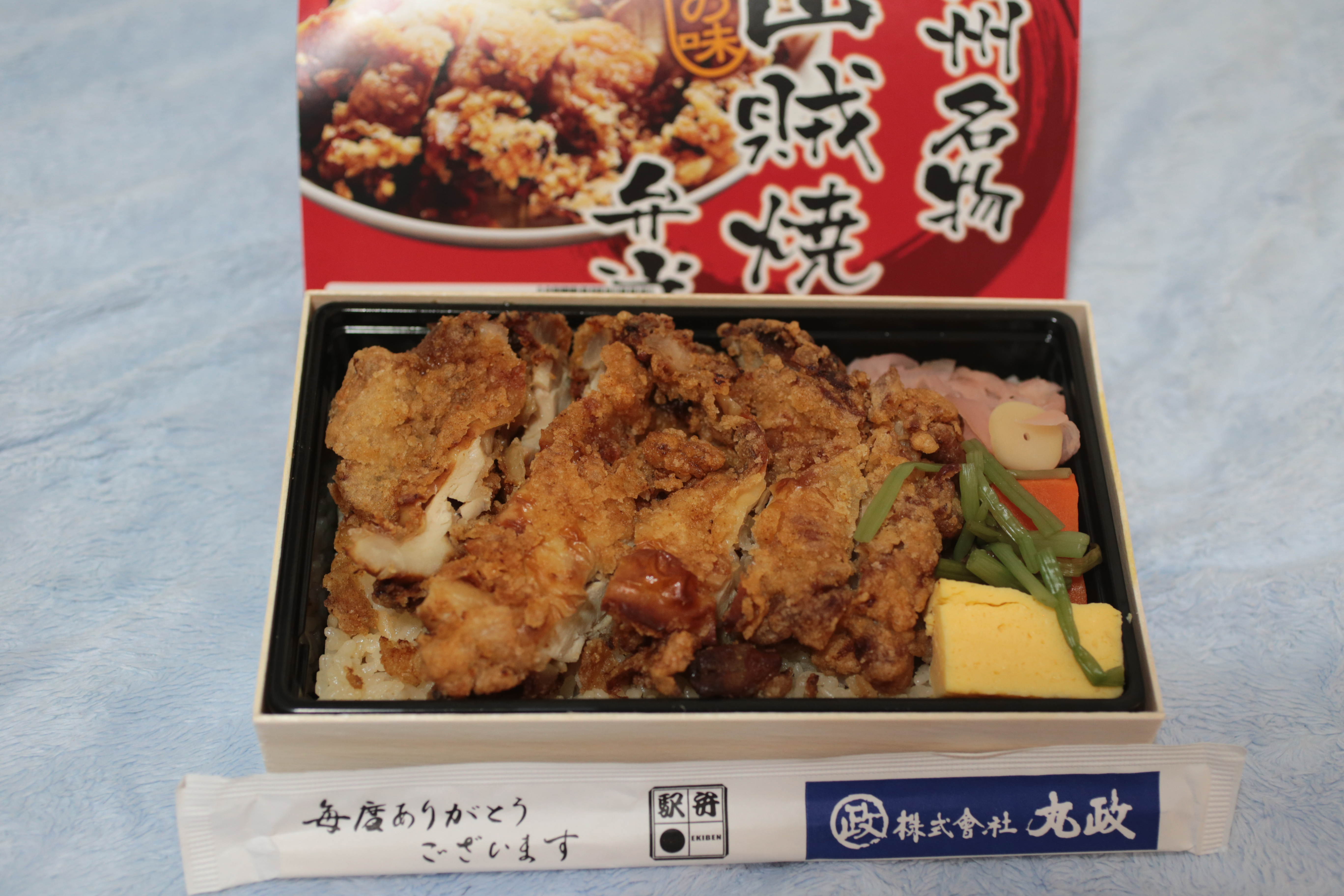
山賊焼を用いた長野の駅弁

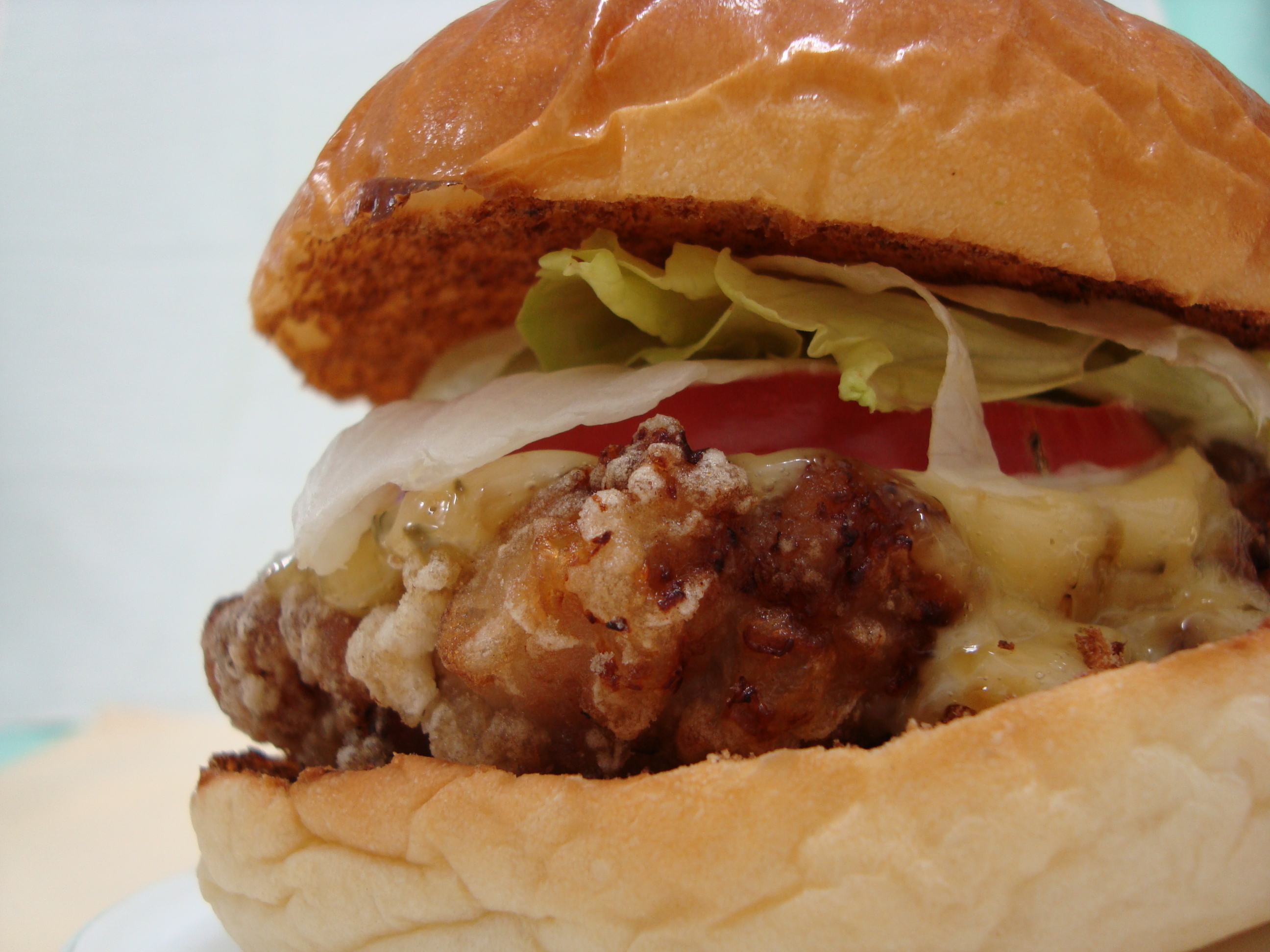
バンズに山賊焼を挟んだ「山賊焼バーガー」

揚げ物の「山賊焼」は、鶏もも肉を、すり下ろしたニンニクやタマネギを効かせた醤油タレに漬け込み、片栗粉をまぶして油で揚げる。端的には「鶏もも肉の唐揚げの大きいもの」で、山賊揚げとも呼ばれる。ただし、もも肉だけでなく比較的安価な胸肉など他の部位が使われる場合もある。「山賊“焼き”」と称するが、実際に焼いた（あぶりやきにした）わけではなく、調理法としては揚げる料理である。
中信地方の居酒屋や食堂などのメニューのほか、家庭料理やスーパーの惣菜としても一般的である。盛り付けの際には、千切りや手でちぎったキャベツを添える。中信地方の名物料理として提供する店もある。中信地区で売られる「鶏の唐揚げ」は、山賊焼の味付けであることも多い。
名前の由来は、塩尻市の居酒屋「山賊」が発祥。前身である「松本食堂」店主の祖父夫婦が、第二次世界大戦前後のいずれかの時期に考案した。骨付き肉で提供され、祖父の風貌が山賊に似ていたことから。店の横には「元祖山賊焼」の石碑が立っている。
ご当地グルメとしてのPR活動が本格化したのは2000年代から。松本市では松本食堂事業協同組合青年部が主導して、山賊焼を出す店に2009年からのぼり旗を掲示。2012年には「松本山賊焼応援団」が結成され、持ち帰り用ににおいを抑えるためショウガを入れるなど松本風独自の基準を設けた。
松本に名物を取られると焦った塩尻市では市役所が音頭をとって2010年、「材料は骨付き鶏肉」「ニンニクを効かせた醤油だれに漬け込む」「片栗粉をまぶして揚げる」という3つのこだわりを制定。2012年に「しおじり山賊焼の会」が発足した。
前後して両市では協力関係も築いており、2010年に松本大学も加わって「山賊焼を考える会」が発足。現在は毎年3月8日を塩尻市の、翌9日を松本市の「山賊焼の日」として、地元住民や観光客がはしごできるようイベントを開いている。

## 焼き物の「山賊焼」
焼き物の「山賊焼」は、骨付きの鶏もも肉を一本丸ごとオーブンやグリル、炭火等でニンニク風味の照り焼き風のたれに絡めてあぶり焼きにしたローストチキン風の料理。単に「（骨付きに限らず）鶏肉の照り焼き風」を山賊焼きと称することもある。
岩国市玖珂町にあるレストラン「いろり山賊」で供されることで知られる。「いろり山賊」のルーツは、昭和20年代から広島市的場町にあった居酒屋「的場大学」で、山賊焼は広島時代からあったメニューである。
山口県民の間では、運転免許を取得したら最初のドライブで食べに行く料理として定着している。
2020年にはカルビーから山賊焼味のポテトチップスが発売された。
なお、「山賊焼」「山賊焼き」の商標は、食肉用調味料大手の日本食研が保有している。同社の販売している「山賊焼のたれ」の調理方法では、「鉄板で焼いた鶏肉にたれをからめながら煮詰める」という、山口の山賊焼きに類似したレシピを紹介している。